# Benton (California)
Benton, chiamata anche Benton Station, è un'area non incorporata nella Contea di Mono in California. Si trova a 3 miglia (4,8 km) est nordest di Benton Hot Springs e 32 miglia (51 km) nord di Bishop ad un'altitudine di 5387 piedi, pari a 1642 m.
Nel 2000 gli abitanti erano 196. Il codice di avviamento postale è 93512.
Benton era una piccola città mineraria che raggiunse nell'epoca d'oro i 5 000 abitanti. Molte delle costruzioni originali ancora rimangono e la città non è mai completamente morta.